# Dekanat Korneuburg
Dekanat Korneuburg – jeden z 16 dekanatów rzymskokatolickiej wchodzących w skład wikariatu Unter dem Manhartsberg archidiecezji wiedeńskiej w Austrii. W jego skład wchodzi 10 parafii. 

## Lista parafii
| Lp. | Miejscowość               | Parafia                                            | Kościół                                                                 | Grafika |
| --- | ------------------------- | -------------------------------------------------- | ----------------------------------------------------------------------- | ------- |
| 1   | Bisamberg                 | Parafia św. Jana Chrzciciela                       | Kościół św. Jana Chrzciciela w Bisamberg                                |         |
| 2   | Enzersfeld im Weinviertel | Parafia Narodzenia Najświętszej Maryi Panny        | Kościół Narodzenia Najświętszej Maryi Panny w Enzersfeld im Weinviertel |         |
| 3   | Harmannsdorf              | Parafia św. Hipolita i Znalezienia Krzyża Świętego | Kościół św. Hipolita i Znalezienia Krzyża Świętego w Harmannsdorf       |         |
| 4   | Enzersfeld im Weinviertel | Parafia św. Wita                                   | Kościół św. Wita w Enzersfeld im Weinviertel                            |         |
| 5   | Korneuburg                | Parafia św. Idziego                                | Kościół św. Idziego w Korneuburg                                        |         |
| 6   | Langenzersdorf            | Parafia św. Katarzyny Aleksandryjskiej             | Kościół św. Katarzyny Aleksandryjskiej w Langenzersdorf                 |         |
| 7   | Leobendorf                | Parafia św. Marka                                  | Kościół św. Marka w Leobendorf                                          |         |
| 8   | Obergänserndorf           | Parafia św. Barbary                                | Kościół św. Barbary w Obergänserndorf                                   |         |
| 9   | Stetten                   | Parafia św. Ulricha                                | Kościół św. Ulricha w Stetten                                           |         |
| 10  | Würnitz                   | Parafia św. Wita                                   | Kościół św. Wita w Würnitz                                              |         |